# Gloria Taylor (activista)
Gloria Taylor (Nigeria, 1950 - Londres, 7 de abril de 2008) fue una activista británica de origen nigeriano. En noviembre de 2000, su hijo de 10 años, Damilola Taylor, fue brutalmente atacado y asesinado por dos jóvenes londinenses en North Peckham Estate ―en el sur de Londres―.
El asesinato de su hijo llamó la atención de los medios de comunicación acerca de la crisis social y económica que permea los barrios urbanos más pobres en el Reino Unido.

## Biografía
Gloria Taylor nació en Nigeria en 1950. Se mudó al Reino Unido en los años setenta para reunirse con su novio, Richard Taylor, que estaba estudiando Administración Pública en la Politécnica Harrow. En 1977 se casaron en una iglesia metodista en Kensington y se establecieron en Uxbridge, donde tuvieron un hijo y una hija antes de regresar a Lagos (Nigeria) en 1982.
Allí, Richard Taylor trabajó para el Servicio Civil de Nigeria, mientras Gloria trabajó como gerente de un banco. Adquirieron una casa en un pueblo en las afueras de la capital, donde el niño Damilola nació en 1989.
La hija de los Taylor, Gbemi, tenía epilepsia, una enfermedad para la cual en Nigeria no existía una buena atención. Como la niña  tenía ciudadanía británica decidieron enviarla a Londres para el tratamiento y trabajaron duro para ahorrar el dinero para el pasaje aéreo.
En agosto del año 2000, Gloria y los dos hijos viajaron a Londres para unierse con la niña. Recibieron cobijo en la casa de una tía que vivía en un estrecho apartamento en el barrio North Peckham Estate.
Damilola pensó que Reino Unido sería el «cielo», pero el barrio era un pozo de delincuencia, drogas y privaciones. La vida en la escuela primaria a la que asistió era muy diferente del ambiente disciplinado que había conocido en Nigeria. «Lo intimidaban y lo insultaban ―recordó Gloria Taylor―. Le decían “fuck your mother”, pero en la escuela no me creyeron».
Sin embargo, Damilola era optimista, y tomó clases adicionales de computación en la biblioteca Peckham para aumentar sus posibilidades de estudiar medicina. El 7 de noviembre de 2000 ―tres meses después de llegar a Inglaterra―, volviendo a su casa desde una de esas lecciones fue emboscado por un grupo de niños blancos.
Fue acuchillado en la pierna con una botella rota de cerveza.
Quizá para evitar que gritara, le introdujeron una canica (bolita de vidrio) en la garganta.
Más tarde, su madre encontró un ensayo en el que había escrito:

Viajaré a lo largo y a lo ancho del mundo para elegir mi destino de transformar el mundo. Yo sé que mi destino es defender el mundo, y eso espero lograrlo en mi vida.
I will travel far and wide to choose my destiny to remould the world. I know it is my destiny to defend the world which I hope to achieve in my lifetime.
Damilola Taylor

Los Taylor decidieron enterrar a Damilola en Reino Unido como un reconocimiento por el impacto que la muerte del niño había tenido en la conciencia nacional. Fueron confortados por el apoyo que recibieron de la gente común. Pero Gloria Taylor nunca se recuperó de la muerte de su hijo.
Gloria Taylor trabajó como activista tras el asesinato de su hijo afirmando que ella quería dar una oportunidad a «los jóvenes más oprimidos y desfavorecidos».
En 2001 ―un año después de la muerte de Damilola― Gloria y Richard Taylor establecieron ―con el apoyo financiero de políticos y celebridades, como el futbolista Rio Ferdinand― la fundación Damilola Taylor Trust.
En agosto de 2006, dos hermanos adolescentes ―Danny y Ricky Preddie, que tenían 12 y 13 años en el momento del asesinato― fueron condenados por el homicidio de Damilola Taylor, y recibieron ocho años de cárcel en un instituto de detención de menores.
En la noche del 7 de abril de 2008, mientras caminaba con su esposo en el sureste de Londres, Gloria Taylor sufrió un paro cardíaco y cayó en la calle. Falleció minutos después en un hospital.